# 南北通道
南北通道，是上海拟建设的一条纵向地下快速路，北起大柏树立交，接逸仙高架路和中环路，沿曲阳路、临平路、高阳路穿越虹口区，然后往南越过黄浦江进入浦东新区，沿浦东南路、浦三路走行，最终接入杨高南路快速路。设计全长约14.3公里。浦东南路段与上海地铁19号线共通道，在其下方深埋。南北通道以地下道路为主，设双向四车道和两侧多功能车道，小客车专用，设计时速60千米/时。
浦东南路越江通道的规划最早可追溯至2008年。
2022年11月17日，南北通道工程专项规划草案公示。
2024年12月19日，「南北通道浦西段和越江段新建工程」项目建议书取得批复，投资额171.92亿元。
2025年3月20日，“南北通道浦东段（一期重要节点）新建工程”项目建议书取得批复，包括张杨路节点工程（张杨路进口匝道0.46km及配套工作井），和浦三路节点工程（龙阳路进口匝道0.31km、出口匝道0.24km，南码头路进出口匝道各0.32km，浦三路工作井与主线明挖段0.17km）。